# Amerigo-Vespucci-Platz

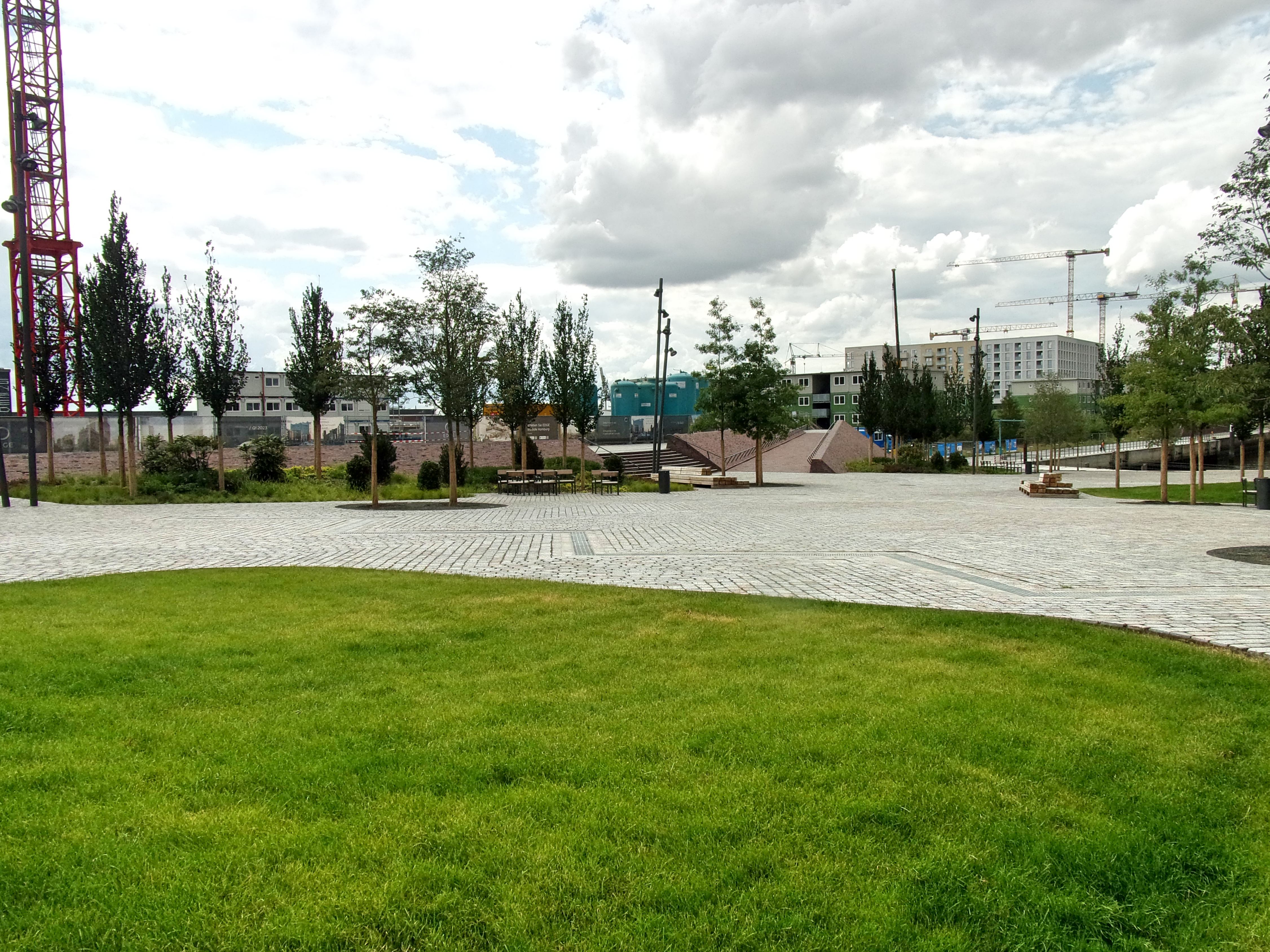
Amerigo-Vespucci-Platz im Elbbrückenquartier der Hamburger HafenCity

Der Amerigo-Vespucci-Platz ist ein neu angelegter urbaner Platz im Elbbrückenquartier im östlichen Teil der Hamburger HafenCity des Bezirks Hamburg-Mitte. Namensgebend war der italienische Seefahrer und Entdecker Amerigo Vespucci (1451–1512). Eröffnet wurde er nach etwa vier Jahren Bauzeit im Juni 2021 durch Hamburgs Ersten Bürgermeister Peter Tschentscher, Bauherr ist die HafenCity Hamburg GmbH. Der Entwurf stammt vom Büro Atelier Loidl aus Berlin.

## Lage und Fläche
Der Platz befindet sich am östlichen Ende des Baakenhafenbeckens wenige Gehminuten westlich des U- und S-Bahnhofs Elbbrücken. Das Elbbrückenquartier befindet sich teilweise noch in der Entstehung und in den angrenzenden Baufeldern entstehen Neubauten und auch einige Straßen und weitere Plätze werden neu angelegt. Der Baakenkai bildet das Kopfende des Hafenbeckens und grenzt den Amerigo-Vespucci-Platz mit einem Fußweg von der Wasserfläche ab. Zugleich ist er das Verbindungsstück zwischen dem bereits fertigen Petersenkai auf der Südseite und einer Fußgängerpromenade am Nordufer, an der noch gebaut wird (Stand August 2021). Östlich wird der Platz durch die Baakenwerder Straße abgegrenzt, wo sich der Hauptzugang von der Straßenebene befindet. Benachbarte Stadtteile sind der Kleine Grasbrook südlich der Norderelbe im Süden, der Stadtteil Hammerbrook im Norden und Rothenburgsort im Osten. Im Westen ist das Quartier Baakenhafen direkter Nachbar des Elbbrückenquartiers. Auf einer Fläche von etwa 10.000 m² bietet der Amerigo-Vespucci-Platz durch seine Lage an der Stirnseite des Hafenbeckens zwischen zwei Kaipromenaden und nach Fertigstellung der einrahmenden Gebäude einen zentralen Ort der Begegnung von Anwohnern und Besuchern.

## Höhenunterschiede und Flutschutz
Um Höhenunterschiede zwischen den Straßenebenen und der tiefer liegenden Kaiebene zu überwinden und den Hochwasserschutz zu gewährleisten, wurde der Platz in einer Schräglage angelegt. Der tiefste Punkt befindet sich am Baakenkai, zur Baakenwerder Straße steigt der Platz leicht an. Die Höhendifferenz liegt etwa bei vier Metern, die große Fläche ermöglicht eine leichte Steigung mit nur geringer Neigung, die von allen Besuchern stufenlos direkt über den Platz überwunden werden kann.

## Ausstattung

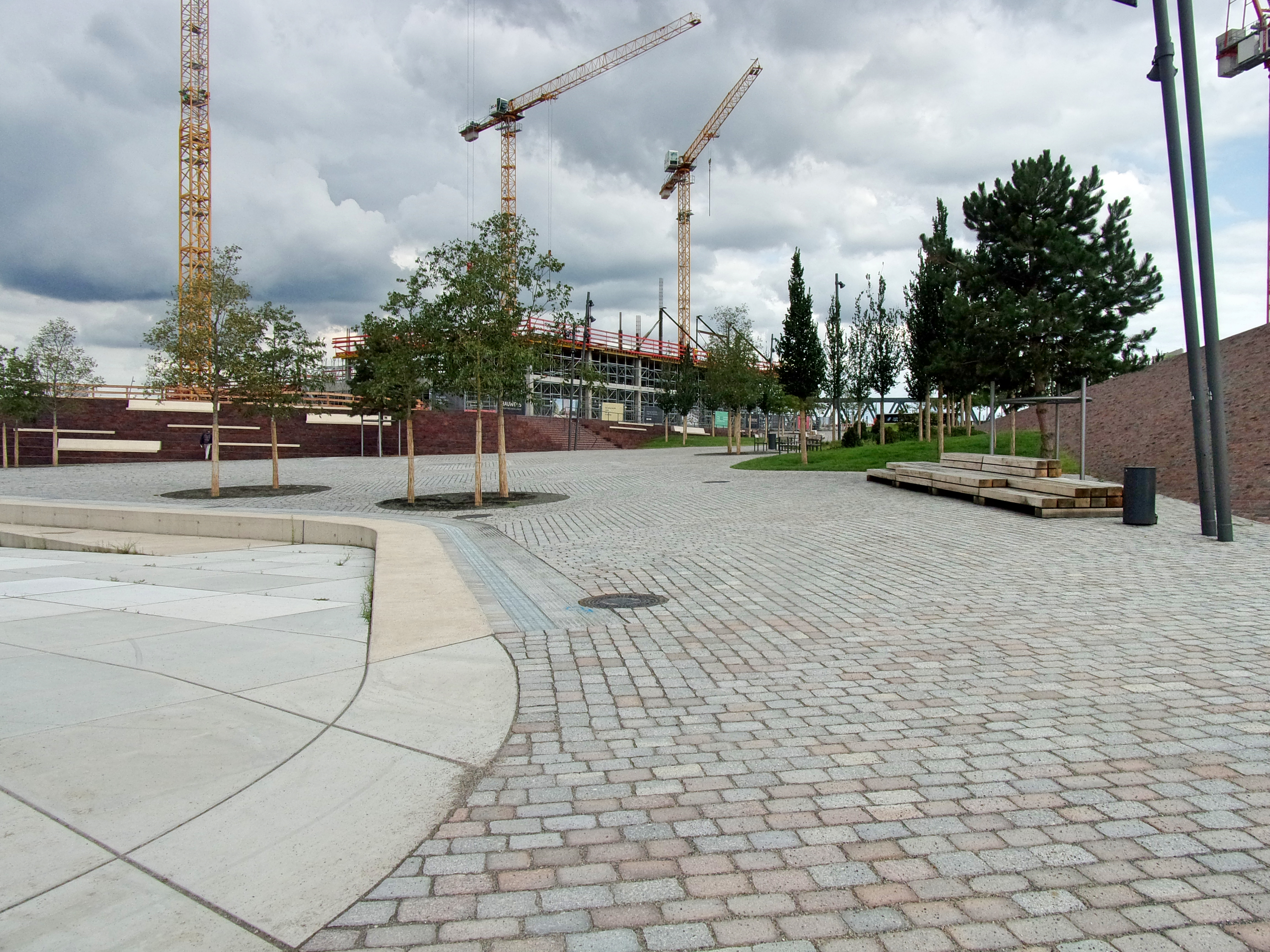
Barrierefreier Übergang am Petersen- und Baakenkai zum Platz, außen eben und zur Mitte erhöht

### Pflasterung
Um auf dem Platz auch Veranstaltungen anbieten zu können, entschied man sich für ein robustes, einheitliches Großsteinpflaster im Fischgrätmuster angeordnet. Das Steinpflaster soll an das historische maritime Erbe erinnern und dem Nachhaltigkeitsanspruch im Elbbrückenquartier gerecht werden. Alte Steine, die woanders entfernt wurden, sind bearbeitet, geglättet und neu verlegt worden. Optisch wirkt die Fläche als eine Einheit, grenzt sich jedoch deutlich von den glatten Flächen der Kaianlagen an der Wasserseite ab. An beiden Promenaden setzt sich die Pflasterung auf den breiteren Gehwegen fort. Ausgestattet mit Sielgittern und Deckeln, die die Fläche bei Regenwetter trocknen lassen, unterbrechen sie das Muster und lockern es etwas auf. Mittig zum Baakenkai ist die Platzfläche etwas höher und trennt den Platz durch eine Stufenanlage aus großen, glatten Steinen ab. An den Außenseiten senken sich die Flächen ab, so dass die Fläche dort stufenlos zu den beiden Promenaden bleibt. Die Stufenanlage zum Baakenkai ist farblich abgesetzt und unterscheidet sich von den großen glatten Betonplatten der Kais, die in hellem Grau gehalten sind. Vom Landschaftsarchitekturbüro als „Hafenloge“ bezeichnet, bietet sie Sitzmöglichkeiten mit Blick auf das Wasser oder einer möglichen Bühne aus der ersten Reihe. Der Baakenkai ebenso wie die beiden Promenaden ist durch Geländer an den Kaikanten gesichert. Der Platz verfügt über Wasser- und Stromanschlüsse, die bei Veranstaltungen oder Wochenmärkten genutzt werden können.

### Sitzflächen
Auf der Nordseite fällt eine große, robuste Tribüne aus dunklem Backstein auf. Sitzstufen, einige mit sehr hellen Holzauflagen als Kontrast zum dunklen Backstein mit zwei Treppen – zum Platz als auch zur Kaipromenade –, laden zum Sitzen ein und sind auch als Zuschauerplätze bei geplanten Veranstaltungen geeignet. Die Treppenstufen sind mit rutschfesten, hellen Schienen gut sichtbar an den Kanten versehen und sollen zur Vermeidung von Stolperunfällen während der Dunkelheit beitragen. Beide Treppen sind mit Geländern versehen. Die hellen Holzauflagen passen sich farblich den Bänken und Stühlen auf der Platzanlage an. Mehrere Bänke aus massiven Holzbohlen sind überwiegend am Rand des Platzes aufgestellt. Zur Förderung der Kommunikation der Besucher wurden mehrere Stuhlgruppen, bestehend aus vier Stühlen, so angeordnet, dass sich je drei Stühle nebeneinander befinden, der vierte Stuhl sich gegenüber. Die Stühle sind fest auf dem Platz verankert und nicht verrückbar.

### Bepflanzung
Auf dem Platz verteilen sich bisher über 80 Bäume in fünf verschiedenen Arten in runden Pflanzinseln. In einer Freiluftausstellung in Form von Plakaten wird über den Bau des Platzes und auch über die Baumarten noch bis Jahresende (2021) informiert. Genannt sind dort der Südliche Zürgelbaum, die Scharlach-Eiche, die Schwarzkiefer, die Säulenulme und die Schindel-Eiche. In einem Video in der HafenCity-Zeitung informiert der Projektmanager der HafenCity Hamburg GmbH und Landschaftsarchitekt Andreas Schneider, warum man sich gerade für diese Bäume auf diesem Platz entschieden hat und welchen Anforderungen sie gerecht werden müssen. Die Vegetationsflächen machen etwa 675 m² aus und verteilen sich auf begehbare Rasenflächen und Beete. Sie verleihen dem Platz einen parkähnlichen Charakter.

### Rampe
An der Südseite parallel zur Kirchenpauerstraße befindet sich eine großzügige Rampe, die barrierefreien Zugang zum Platz und zum deutlich tiefer liegenden Petersenkai ermöglicht. Sie ist ebenso wie die gegenüberliegende Tribüne in rotem Backstein gefertigt, mittig befindet sich eine Treppe, die direkt auf den Platz führt. Die Treppen, ebenso wie die Rampe, sind mit Geländern versehen. Eine zweite Treppe führt auf den Petersenkai, die Rampe selbst endet an der Kirchenpauerstraße.

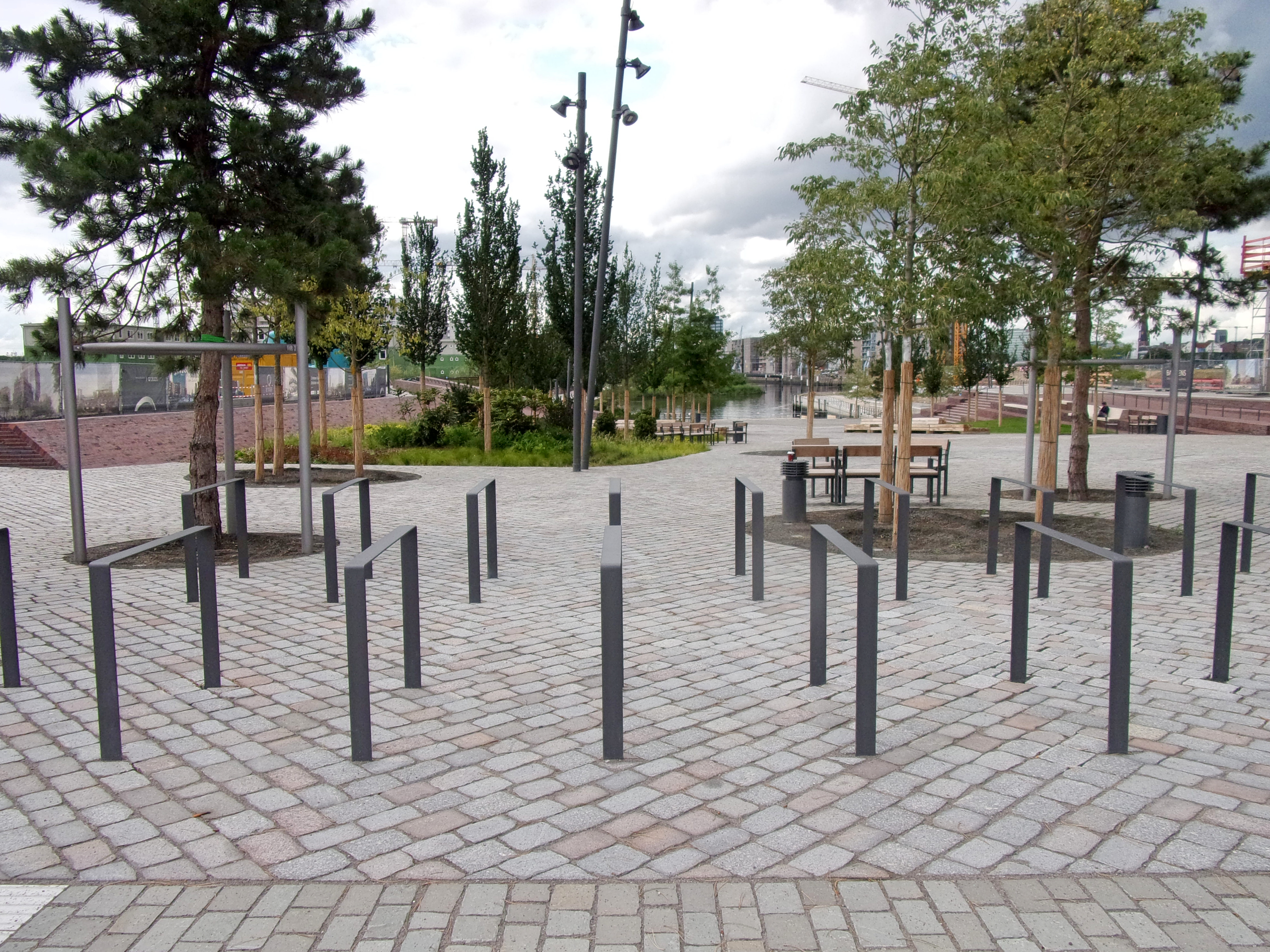
Blick über den Platz in Richtung Hafenbecken
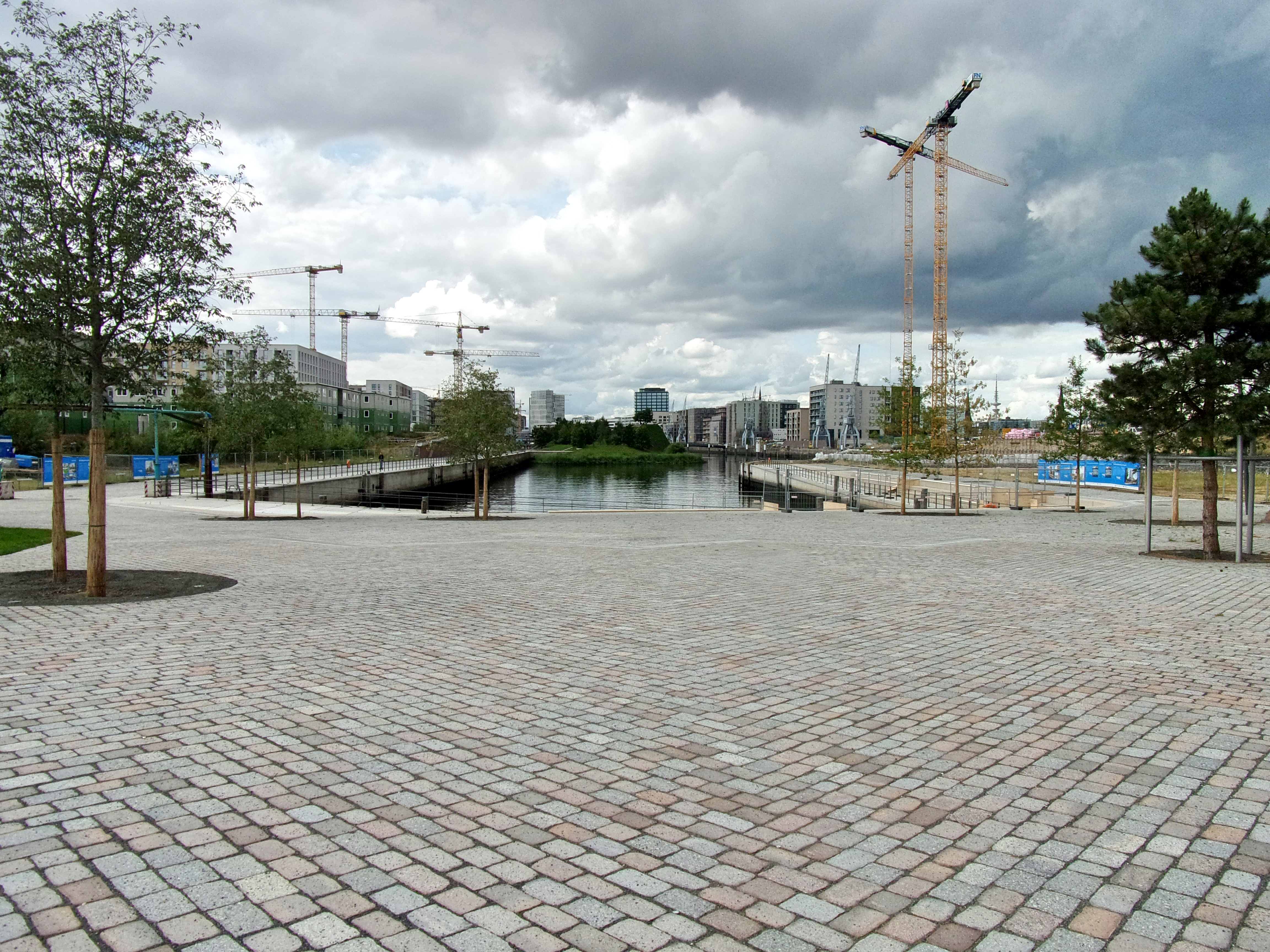
Der Platz an der Stirnseite des Baakenhafenbeckens
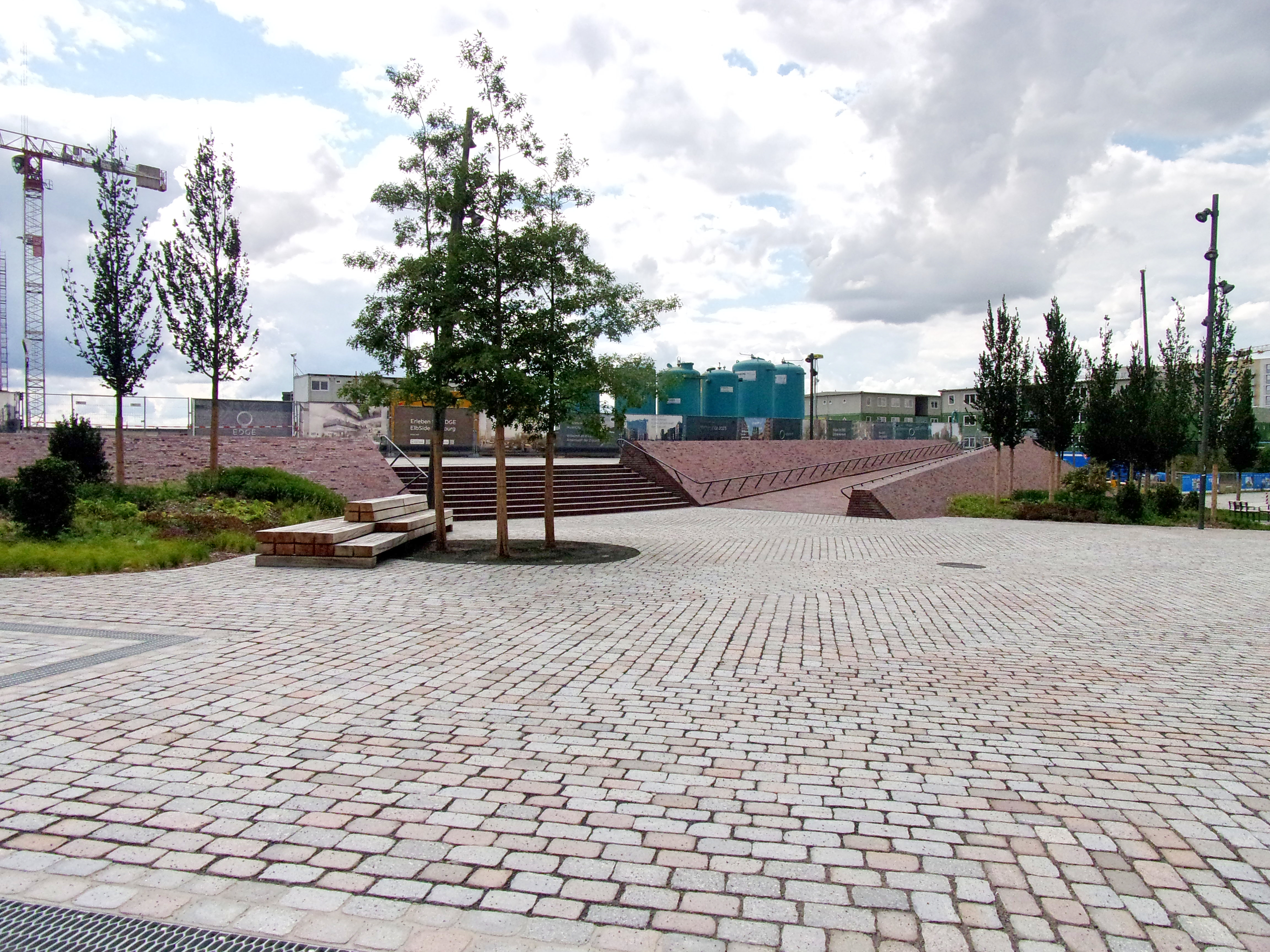
Rampe mit Treppenanlage, Sitzbank und Bepflanzung
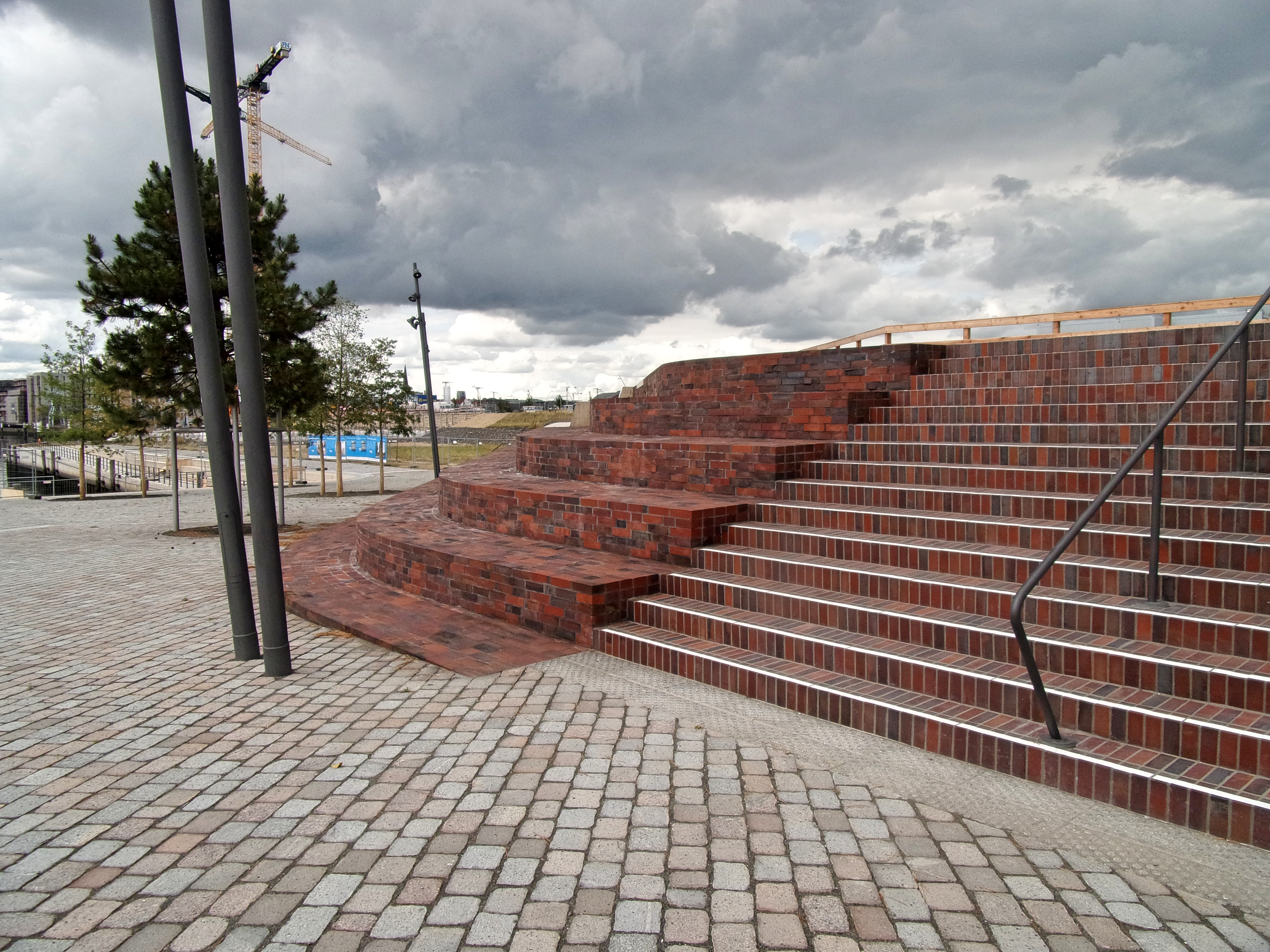
Tribüne mit Sitzstufen und Treppe
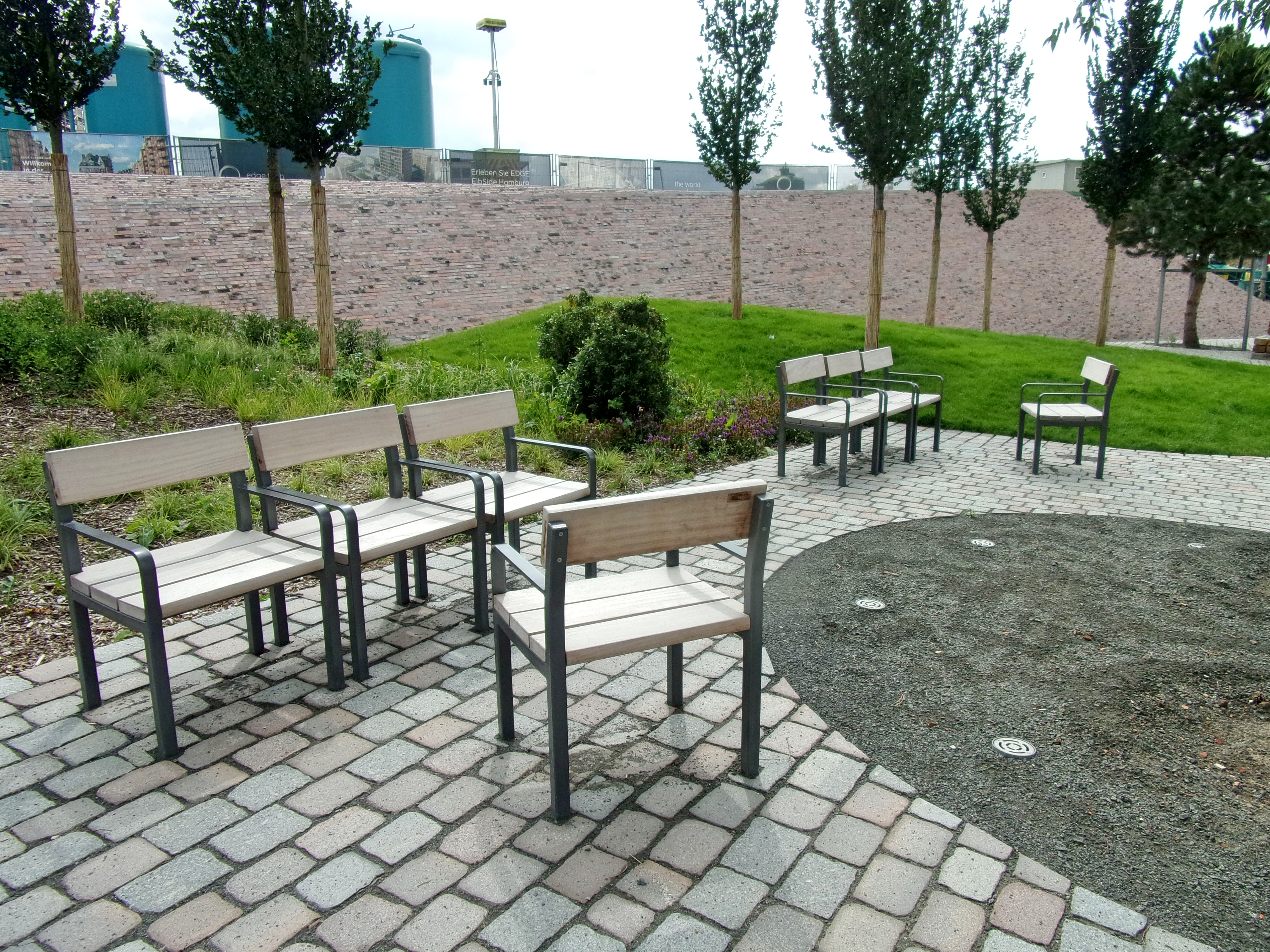
Anordnung der Stuhlgruppen, fest verankert, im Hintergrund die Rampe
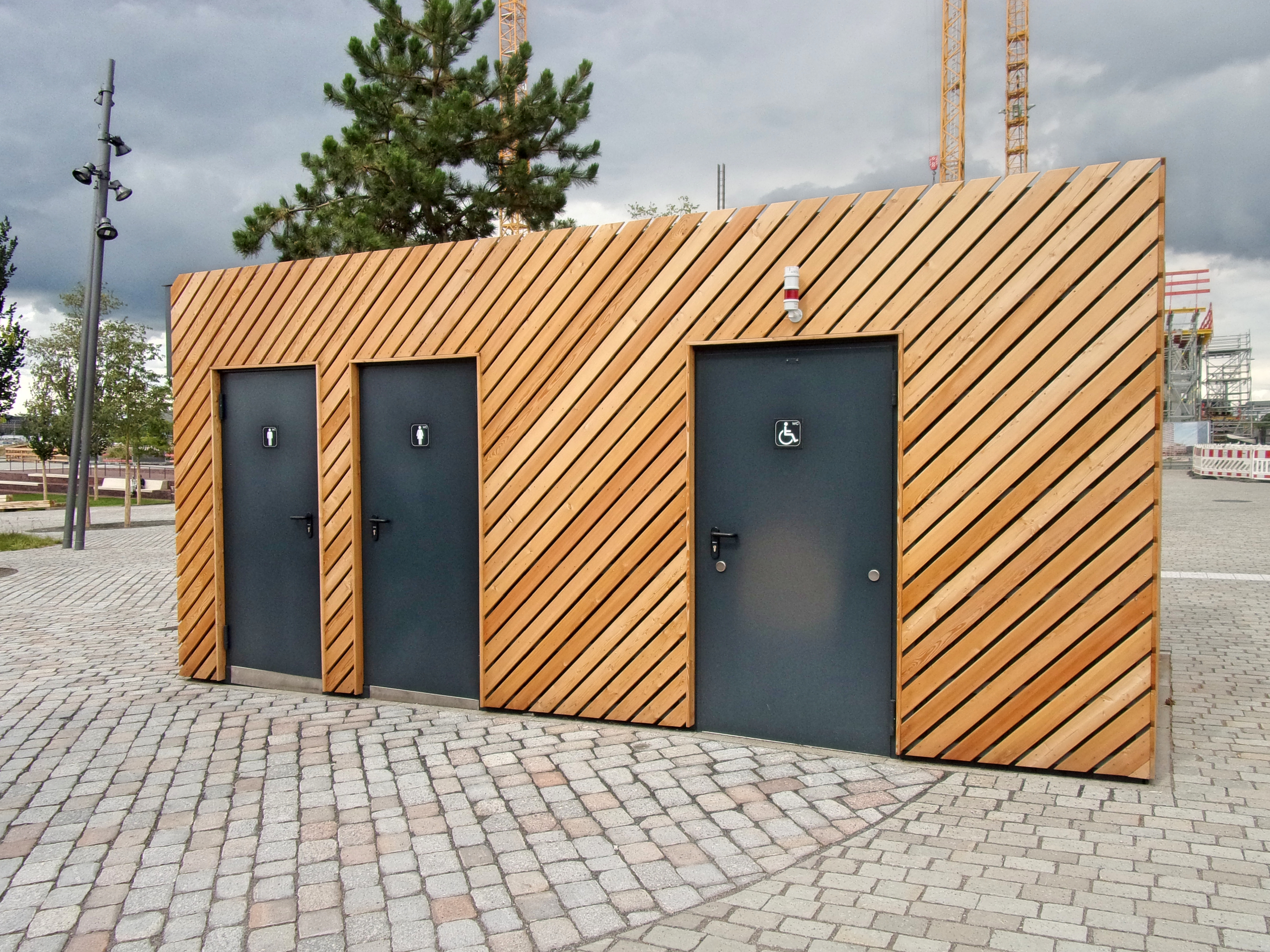
Toilettenanlage

### Sonstiges
Im oberen Bereich an der Baakenwerder Straße befindet sich eine Toilettenanlage. Der Platz verfügt über Wasser- und Elektro-Anschlüsse für mögliche Veranstaltungen oder Wochenmärkte sowie Beleuchtung. Im oberen Bereich befinden sich mehrere Stellflächen mit Bügeln für Fahrräder. Die Sitztribüne ist als Zuschauerplatz bei Veranstaltungen geeignet. Die Hafenloge bietet gute Sicht bei möglichen Darbietungen auf der Wasserfläche. Alle Bereiche des Platzes sind barrierefrei zu erreichen.

## Zukünftige Gebäude am Platz
Direkt am Platz befinden sich zurzeit diverse Baufelder. Hier entstehen neue Gebäude und Projekte zum Wohnen und Arbeiten. Die Fassaden der Gebäude werden den Platz nach ihrer Fertigstellung einrahmen und ihm eine Kulisse geben. An der Nordseite sind es die Baufelder 108 und 110. Die HafenCity Hamburg GmbH informiert auf ihrer Internetsite über folgende Gebäude: Im Baufeld 108 wird ein Wohngebäude mit einer Kindertagesstätte entstehen. Direkt am Platz im jetzigen Baufeld 110 wird das EDGE HafenCity Hamburg – ein modernes Bürogebäude mit auskragendem Turm seinen Platz haben. Zum Platz hin öffnet sich das geplante Gebäude mit großzügigen Arkaden. An der Südseite gegenüber befinden sich die Baufelder 115 und 117. Dort wird die neue Zentrale von Vattenfall, das EDGE ElbSide Hamburg entstehen. Grundsteinlegung war im September 2021.

## Öffentlicher Nahverkehr
Der U- und S-Bahnhof Elbbrücken befindet sich wenige Gehminuten entfernt. An der Baakenwerder Straße halten die Busse der HVV-Linien 111, 119 und 130, Haltestelle U+S Elbbrücken.